# Eschiva z Ibelinu (pani Bejrutu)
Eschiva z Ibelinu (ur. 1253 w Nikozji, zm. 1312) – pani Bejrutu w latach 1282–1291.
Eschiva była córką Jana II z Ibelinu oraz Alice de la Roche. Jej starsza siostra, Isabella, została panią Bejrutu po śmierci ojca w 1264. Eschiva wyszła za mąż za Humphreya de Monfort, syna Filipa de Montfort, pana Tyru, w 1274. Po śmierci Isabelli w 1282 roku tytuł pani Bejrutu przeszedł na Eschivę. Humphrey zaś odziedziczył Tyr po swoim zmarłym bracie, Janie de Montfort, w 1283 roku. Jednak rok później zmarł i Tyr przeszedł pod panowanie wdowy po jego bracie.
W 1291 roku Eschiva ponownie wyszła za mąż za Gwidona Cypryjskiego. W tym samym roku mamelucki generał Szudżaj zaatakował i zdobył Bejrut, mimo traktatu pokojowego jaki Eschiva zawarła w 1284 z sułtanem Kalawunem.
W 1308 roku bezdzietnie zmarł Gwido II de la Roche, książę Aten. Eschiva, jako jego kuzynka, domagała się prawa do księstwa. Jej konkurentem był Walter V z Brienny, również kuzyn Gwidona. Sprawa trafiła przez wysoki sąd księstwa Achai, który uznał prawa Waltera, ponieważ ten był mężczyzną i wojownikiem, a Eschiva nie dość, że kobietą, to jeszcze wdową. Słysząc wyrok, Eschiva miała paść na kolana przed ołtarzem kościoła św. Franciszka w Glarentzy, gdzie odbywał się sąd, i wezwała Pannę Marię, by, jeśli sędziowie i jej rywal uczynili niesprawiedliwy wyrok, umarli bezdzietnie.
Eschiva zmarła w 1312 roku. Została pochowana w Nikozji.

## Dzieci
Z Humphreyem de Monfort:
- Trzech synów i jedna córka, którzy zmarli w młodym wieku
- Amaury de Montfort (zm. 1304)
- Rupen de Montfort (zm. 1313)

Z Gwidonem Cypryjskim:
- Hugo IV Cypryjski (1295–1359), król Cypru
- Isabella de Lusignan (1298–1330) żona Eudesa de Dampierre